# Fußball-Karibikmeisterschaft 2005
Der Digicel Caribbean Nations Cup 2005 war die 12. Ausspielung der Fußball-Karibikmeisterschaft. Der Wettbewerb begann mit der ersten Gruppenphase der Qualifikation am 6. Oktober 2004. Die Endrunde fand vom 14. bis 17. April 2005 auf Barbados statt. Die Spiele wurden im Barbados National Stadium in Waterford (Saint Michael) ausgetragen. Namenssponsor des Turniers war die Telekommunikationsfirma Digicel mit Sitz in Jamaika.
Die drei bestplatzierten Mannschaften der Endrunde qualifizierten sich für den CONCACAF Gold Cup 2005. Neben dem Sieger Jamaika waren dies Kuba und Trinidad und Tobago.

## Qualifikation
Insgesamt hatten 30 Mannschaften für die Qualifikation gemeldet. Gastgeber Barbados war automatisch für die Endrunde qualifiziert. Alle waren Mitglieder der Caribbean Football Union, einer regionalen Unterorganisation der CONCACAF.
Aruba, Anguilla, Bahamas, Dominikanische Republik, Guyana, Sint Maarten, Niederländischen Antillen und die  Turks- und Caicosinseln zogen kurz vor Beginn der Qualifikation zurück, so dass letztlich 21 Teams zur Qualifikation antraten.
Ursprünglich war für die Qualifikation zur Gruppenphase eine 1. Qualifikationsrunde vorgesehen, die allerdings nicht ausgetragen wurde, da sich mehrere Mannschaften zurückzogen.
|                     | Gesamt |                         |
| ------------------- | ------ | ----------------------- |
| Saint-Martin        | 1- 1   | Sint Maarten            |
| Bahamas             | 2- 2   | Turks- und Caicosinseln |
| Suriname            | 3- 3   | Guyana                  |
| Bermuda             | 4- 4   | Aruba                   |
| Antigua und Barbuda | 5- 5   | Anguilla                |

### 1. Runde (Gruppenphase)
Die Gruppenphase wurde zwischen dem 6. Oktober und 28. November 2004 gespielt. Die sechs Gruppensieger und -zweiten qualifizierten sich für die folgende K.O.-Phase. Durch Absagen qualifizierten sich letztlich nur elf Mannschaften.

#### Gruppe A
Für die Gruppenspiele war eine Qualifikation zwischen Saint-Martin und Sint Maarten vorgesehen. Sint Maarten zog jedoch zurück, so dass sich Saint-Martin kampflos für die Gruppenspiele qualifizierte. Alle Spiele fanden in Kingston auf Jamaika statt.
| Pl. | Land                         | Sp. | S | U | N | Tore    | Diff. | Punkte |
| --- | ---------------------------- | --- | - | - | - | ------- | ----- | ------ |
| 1.  | Jamaika                      | 3   | 3 | 0 | 0 | 026:200 | +24   | 09     |
| 2.  | Haiti                        | 3   | 2 | 0 | 1 | 014:300 | +11   | 06     |
| 3.  | Saint-Martin                 | 3   | 0 | 1 | 2 | 000:140 | −14   | 01     |
| 4.  | Amerikanische Jungferninseln | 3   | 0 | 1 | 2 | 001:220 | −21   | 01     |

|              |   |                              |      |
|              |   |                              |      |
| Haiti        | – | Amerikanische Jungferninseln | 11:0 |
|              |   |                              |      |
| Jamaika      | – | Saint-Martin                 | 12:0 |
|              |   |                              |      |
| Haiti        | – | Saint-Martin                 | 2:0  |
|              |   |                              |      |
| Jamaika      | – | Amerikanische Jungferninseln | 11:1 |
|              |   |                              |      |
| Jamaika      | – | Haiti                        | 3:1  |
|              |   |                              |      |
| Saint-Martin | – | Amerikanische Jungferninseln | 0:0  |

#### Gruppe B
Alle Spiele fanden auf Martinique statt.
| Pl. | Land                | Sp. | S | U | N | Tore    | Diff. | Punkte |
| --- | ------------------- | --- | - | - | - | ------- | ----- | ------ |
| 1.  | Französisch-Guayana | 3   | 2 | 1 | 0 | 005:000 | +5    | 07     |
| 2.  | Martinique          | 3   | 1 | 2 | 0 | 005:100 | +4    | 05     |
| 3.  | Guadeloupe          | 3   | 1 | 1 | 1 | 007:100 | +6    | 04     |
| 4.  | Dominica            | 3   | 0 | 0 | 3 | 001:160 | −15   | 0      |

|                     |   |                     |     |
|                     |   |                     |     |
| Französisch-Guayana | – | Guadeloupe          | 1:0 |
|                     |   |                     |     |
| Martinique          | – | Dominica            | 5:1 |
|                     |   |                     |     |
| Dominica            | – | Guadeloupe          | 0:7 |
|                     |   |                     |     |
| Martinique          | – | Französisch-Guayana | 0:0 |
|                     |   |                     |     |
| Dominica            | – | Französisch-Guayana | 0:4 |
|                     |   |                     |     |
| Martinique          | – | Guadeloupe          | 0:0 |

#### Gruppe C
Für die Gruppenspiele war eine Qualifikation zwischen den Bahamas und den Turks- und Caicosinseln vorgesehen. Die Turks- und Caicosinseln zogen jedoch zurück, so dass sich die Bahamas kampflos für die Gruppenspiele qualifiziert hätten. Später zogen aber auch die Bahamas zurück und wurden durch Guyana, das ursprünglich für die Qualifikation zur Gruppe D gegen Suriname vorgesehen war, ersetzt. Kurz vor Beginn der Gruppenspiele zogen dann die Dominikanische Republik, die Niederländischen Antillen und auch Guyana zurück. Damit war  Kuba als einziges Team der Gruppe C für die K.O.-Phase qualifiziert. Insgesamt erreichten dadurch nur elf Mannschaften die K.O.-Phase. Alle Spiele waren auf Kuba vorgesehen.
| Pl. | Land                     | Sp.           | S             | U             | N             | Tore          | Diff.         | Punkte        |               |
| --- | ------------------------ | ------------- | ------------- | ------------- | ------------- | ------------- | ------------- | ------------- | ------------- |
| 1.  | Kuba                     | 0             | 0             | 0             | 0             | 000:000       | ±0            | 0             |               |
| -   | Bahamas                  | zurückgezogen | zurückgezogen | zurückgezogen | zurückgezogen | zurückgezogen | zurückgezogen | zurückgezogen | zurückgezogen |
| -   | Guyana                   | zurückgezogen | zurückgezogen | zurückgezogen | zurückgezogen | zurückgezogen | zurückgezogen | zurückgezogen | zurückgezogen |
| -   | Dominikanische Republik  | zurückgezogen | zurückgezogen | zurückgezogen | zurückgezogen | zurückgezogen | zurückgezogen | zurückgezogen | zurückgezogen |
| -   | Niederländische Antillen | zurückgezogen | zurückgezogen | zurückgezogen | zurückgezogen | zurückgezogen | zurückgezogen | zurückgezogen | zurückgezogen |

|                         |   |                          |      |
|                         |   |                          |      |
| Kuba                    | – | Bahamas                  | n.a. |
|                         |   |                          |      |
| Kuba                    | – | Guyana                   | n.a  |
|                         |   |                          |      |
| Kuba                    | – | Dominikanische Republik  | n.a. |
|                         |   |                          |      |
| Kuba                    | – | Niederländische Antillen | n.a  |
|                         |   |                          |      |
| Bahamas                 | – | Guyana                   | n.a. |
|                         |   |                          |      |
| Bahamas                 | – | Dominikanische Republik  | n.a  |
|                         |   |                          |      |
| Bahamas                 | – | Niederländische Antillen | n.a. |
|                         |   |                          |      |
| Guyana                  | – | Dominikanische Republik  | n.a  |
|                         |   |                          |      |
| Guyana                  | – | Niederländische Antillen | n.a. |
|                         |   |                          |      |
| Dominikanische Republik | – | Niederländische Antillen | n.a  |

#### Gruppe D
Für die Gruppenspiele war eine Qualifikation zwischen Suriname und Guyana vorgesehen, die jedoch nicht zustande kam, da Guyana in Gruppe C die Bahamas ersetzen sollte. Alle Spiele in den Stadien Marvin Lee, Manny Ramjohn und Larry Gomes auf Trinidad und Tobago.
| Pl. | Land                | Sp. | S | U | N | Tore    | Diff. | Punkte |
| --- | ------------------- | --- | - | - | - | ------- | ----- | ------ |
| 1.  | Trinidad und Tobago | 3   | 3 | 0 | 0 | 008:000 | +8    | 09     |
| 2.  | Grenada             | 3   | 1 | 1 | 1 | 007:600 | +1    | 04     |
| 3.  | Suriname            | 3   | 0 | 2 | 1 | 003:400 | −1    | 02     |
| 4.  | Puerto Rico         | 3   | 0 | 1 | 2 | 003:110 | −8    | 01     |

|                     |   |             |     |
|                     |   |             |     |
| Grenada             | – | Suriname    | 2:2 |
|                     |   |             |     |
| Trinidad und Tobago | – | Puerto Rico | 5:0 |
|                     |   |             |     |
| Puerto Rico         | – | Suriname    | 1:1 |
|                     |   |             |     |
| Trinidad und Tobago | – | Grenada     | 2:0 |
|                     |   |             |     |
| Trinidad und Tobago | – | Suriname    | 1:0 |
|                     |   |             |     |
| Grenada             | – | Puerto Rico | 5:2 |

#### Gruppe E
Für die Gruppenspiele war eine Qualifikation zwischen Bermuda und Aruba vorgesehen. Aruba zog jedoch zurück, so dass sich Bermuda kampflos für die Gruppenspiele qualifizierte. Geplant war, die Spiele auf den Kaimaninseln stattfinden zu lassen, aber aufgrund eines Hurrikans mussten die Spiele nach Kingstown auf St. Vincent verlegt werden.
| Pl. | Land                           | Sp. | S | U | N | Tore    | Diff. | Punkte |
| --- | ------------------------------ | --- | - | - | - | ------- | ----- | ------ |
| 1.  | St. Vincent und die Grenadinen | 3   | 1 | 2 | 0 | 008:400 | +4    | 05     |
| 2.  | Britische Jungferninseln       | 3   | 1 | 1 | 1 | 003:200 | +1    | 04     |
| 3.  | Bermuda                        | 3   | 1 | 1 | 1 | 005:600 | −1    | 04     |
| 4.  | Cayman Islands                 | 3   | 1 | 0 | 2 | 002:600 | −4    | 03     |

|                          |   |                          |     |
|                          |   |                          |     |
| Britische Jungferninseln | – | St. Vincent/Grenadinen   | 1:1 |
|                          |   |                          |     |
| Kaimaninseln             | – | Bermuda                  | 1:2 |
|                          |   |                          |     |
| St. Vincent/Grenadinen   | – | Bermuda                  | 3:3 |
|                          |   |                          |     |
| Kaimaninseln             | – | Britische Jungferninseln | 1:0 |
|                          |   |                          |     |
| Britische Jungferninseln | – | Bermuda                  | 2:0 |
|                          |   |                          |     |
| Kaimaninseln             | – | St. Vincent/Grenadinen   | 0:4 |

#### Gruppe F
Für die Gruppenspiele war eine Qualifikation zwischen Antigua und Barbuda und Anguilla vorgesehen. Anguilla zog jedoch zurück, so dass sich Antigua und Barbuda kampflos für die Gruppenspiele qualifizierte. Alle Spiele fanden auf St. Kitts und Nevis statt.
| Pl. | Land                | Sp. | S | U | N | Tore    | Diff. | Punkte |
| --- | ------------------- | --- | - | - | - | ------- | ----- | ------ |
| 1.  | St. Kitts und Nevis | 3   | 2 | 1 | 0 | 009:200 | +7    | 07     |
| 2.  | St. Lucia           | 3   | 2 | 1 | 0 | 006:200 | +4    | 07     |
| 3.  | Antigua und Barbuda | 3   | 1 | 0 | 2 | 006:800 | −2    | 03     |
| 4.  | Montserrat          | 3   | 0 | 0 | 3 | 005:140 | −9    | 0      |

|                     |   |                     |      |
|                     |   |                     |      |
| St. Kitts und Nevis | – | Montserrat          | 6:1  |
|                     |   |                     |      |
| Montserrat          | – | Antigua und Barbuda | 4:5  |
|                     |   |                     |      |
| St. Kitts und Nevis | – | St. Lucia           | 1:1  |
|                     |   |                     |      |
| St. Lucia           | – | Montserrat          | 3:0* |
|                     |   |                     |      |
| St. Kitts und Nevis | – | Antigua und Barbuda | 2:0  |
|                     |   |                     |      |
| Antigua und Barbuda | – | St. Lucia           | 1:2  |

*Montserrat konnte nicht zum Spiel antreten, deshalb wurde die Partie 3:0 für St. Lucia gewertet.

### 2. Runde
Die elf qualifizierten Mannschaften spielten in einer K.O.-Runde mit Hin- und Rückspielen drei Teilnehmer der Endrunde neben Gastgeber Barbados aus. Französisch-Guayana hatte für die 3. Runde ein Freilos. Die Hinspiele fanden am 12., die Rückspiele zwischen dem 15. und 21. Dezember 2004 statt.
|                                | Gesamt |                     | Hinspiel | Rückspiel |
| ------------------------------ | ------ | ------------------- | -------- | --------- |
| St. Lucia                      | 2:3    | Jamaika             | 1:1      | 1:2       |
| Haiti                          | 3:0    | St. Kitts und Nevis | 1:0      | 2:0       |
| Kuba                           | 4:0    | Martinique          | 2:0      | 2:0       |
| Britische Jungferninseln       | 0:6    | Trinidad und Tobago | 0:2      | 0:4       |
| St. Vincent und die Grenadinen | 4:1    | Grenada             | 3:1      | 1:0       |

### 3. Runde
Die Hinspiele fanden am 8./9., die Rückspiele am 15./16. Januar 2005 statt.
|                     | Gesamt |                                | Hinspiel | Rückspiel |
| ------------------- | ------ | ------------------------------ | -------- | --------- |
| Jamaika             | 5:0    | Französisch-Guayana            | 5:0      | 0:0       |
| Trinidad und Tobago | 3:2    | St. Vincent und die Grenadinen | 3:1      | 0:1       |
| Haiti               | 1:2    | Kuba                           | 0:1      | 1:1 n. V. |

## Endrunde
Alle Partien fanden im Barbados National Stadium in Waterford, Barbados statt.
| Pl. | Land                | Sp. | S | U | N | Tore    | Diff. | Punkte |
| --- | ------------------- | --- | - | - | - | ------- | ----- | ------ |
| 1.  | Jamaika             | 3   | 3 | 0 | 0 | 004:100 | +3    | 09     |
| 2.  | Kuba                | 3   | 2 | 0 | 1 | 005:200 | +3    | 06     |
| 3.  | Trinidad und Tobago | 3   | 1 | 0 | 2 | 005:600 | −1    | 03     |
| 4.  | Barbados            | 3   | 0 | 0 | 3 | 002:700 | −5    | 0      |

|                     |   |                     |     |
|                     |   |                     |     |
| Jamaika             | – | Trinidad und Tobago | 2:1 |
|                     |   |                     |     |
| Barbados            | – | Kuba                | 0:3 |
|                     |   |                     |     |
| Trinidad und Tobago | – | Kuba                | 1:2 |
|                     |   |                     |     |
| Barbados            | – | Jamaika             | 0:1 |
|                     |   |                     |     |
| Kuba                | – | Jamaika             | 0:1 |
|                     |   |                     |     |
| Barbados            | – | Trinidad und Tobago | 2:3 |